# Gil Young-ah
Gil Young-ah (in hangŭl: 길영아; Ansan, 11 aprile 1970) è un ex giocatrice di badminton sudcoreano.

## Palmarès

### Olimpiadi
- 3 medaglie:
  - 1 oro (Atlanta 1996 nel doppio misto)
  - 1 argento (Atlanta 1996 nel doppio)
  - 1 bronzo (Barcellona 1992 nel doppio)